# Aríscio Optato
Aríscio Optato (em latim: Aristius Optatus) foi um oficial romano do século III que esteve ativo durante o reinado do imperador Diocleciano (r. 284–305). Um homem perfeitíssimo (vir perfectissimus), ocupou em 16 de março de 297 a posição de prefeito do Egito. Neste ano emitiu um decreto que adaptou as reformas fiscais dioclecianas ao Egito.